# Туфаново (селище)
Туфа́ново (рос. Туфаново) — селища у складі Грязовецького району Вологодської області, Росія. Входить до складу Ком'янського сільського поселення.

## Населення
Населення — 44 особи (2010; 49 у 2002).
Національний склад (станом на 2002 рік):
- росіяни — 98 %